# Heitor Canalli
Heitor Canalli ou simplesmente Canalli, (Juiz de Fora, 31 de março de 1909 — Petrópolis, 30 de agosto de 1990), foi um futebolista brasileiro que atuou como meia. Foi o primeiro atleta mineiro a participar de uma Copa do Mundo.

## Biografia
Canalli jogou no Petropolitano de 1927 a 1929, quando transferiu-se para o Botafogo. No alvinegro, Canalli teve duas passagens. Na primeira, de 1929 a 1933, venceu o Campeonato Carioca em 1930, 1932 e 1933. Passou ainda por Flamengo, em 1933, e Torino, da Itália onde atou em nove partidas da setembro até novembro de 1933. 1934 defendeu ao lado de Fernando Giudicelli no America FC no Rio. Voltou ao Botafogo em 1935. Foi campeão novamente do estadual em 1935, o ano do tetra-campeonato estadual do Botafogo.
Canalli permaneceu no "Glorioso" até 1940. Encerrou sua carreira em 1941 no Canto do Rio.
Pela Seleção Brasileira, o meia fez 4 partidas oficiais, incluindo um jogo no Campeonato Sul-Americano de 1937 em Argentina, onde Brasil alcançado o segundo lugar. Em inteiro jogou 20 vezes pela Seleção. Canalli também foi convocado para a Copa do Mundo de 1934.

## Morte
Morreu em 30 de agosto de 1990, em Petrópolis, Rio de Janeiro.

## Títulos
Botafogo
- Campeonato Carioca: 1930, 1932, 1933, 1935[2]
- Taça dos Campeões Estaduais Rio–São Paulo: 1931
- Torneio Início: 1938

Seleção Brasileira
- Copa Rio Branco: 1932[1]

Seleção Carioca
- Campeonato Brasileiro: 1935